# Cordele
Cordele est une ville de Géorgie, aux États-Unis. Il s'agit du siège du comté de Crisp.

## Démographie
| 1890  | 1900  | 1910  | 1920  | 1930  | 1940  |
| ----- | ----- | ----- | ----- | ----- | ----- |
| 1 578 | 3 473 | 5 883 | 6 538 | 6 880 | 7 929 |

| 1950  | 1960   | 1970   | 1980   | 1990   | 2000   |
| ----- | ------ | ------ | ------ | ------ | ------ |
| 9 462 | 10 609 | 10 733 | 11 184 | 10 321 | 11 608 |

| 2010   | - | - | - | - | - |
| ------ | - | - | - | - | - |
| 11 147 | - | - | - | - | - |

## Personnalités liées à la ville
- Buster Brown (1911-1976), chanteur de rhythm and blues ;
- Walter Hiers (1893-1933), acteur américain.